# Hydrostatischer Druck
Der hydrostatische Druck (altgriechisch ὕδωρ hýdor, deutsch ‚Wasser‘) ist der Druck innerhalb eines ruhenden Fluids, wobei es sich um eine Flüssigkeit, ein Gas oder ein Plasma handeln kann. Der hydrostatische Druck kann beispielsweise von den das Fluid umschließenden Wänden erzeugt werden (siehe Zylinder mit Kolben), oder Resultat der Schwerebeschleunigung (Gravitationsdruck oder Schweredruck) oder Trägheit sein (z B. in einer Zentrifuge). Der hydrostatische Druck kann auch von außen vom Außendruck oder Betriebsdruck aufgebracht werden, unter dem das Fluid ruht.
Nach dem Pascal'schen Prinzip (von Blaise Pascal) breitet sich der hydrostatische Druck im Fluid allseitig aus und wirkt nach Euler im Volumen in alle Richtungen, aber immer senkrecht auf Wände. So ist der hydrostatische Druck in einem Fluid ohne äußeres Kraftfeld überall gleich und wirkt auf alle Flächen, die das Fluid begrenzen, mit einer senkrecht auf das jeweilige Flächenstück gerichteten flächenverteilten Kraft. Der hydrostatische Druck ist ein spezieller Spannungszustand, in welchem keine Schubspannungen vorkommen. Diese können in ruhenden Fluiden nicht auftreten. Im Kontext von Festkörpern werden derartige Spannungszustände daher ebenfalls als hydrostatisch bezeichnet.
In strömenden Fluiden hängt der Druck innerhalb des Strömungsfeldes oder auf dessen begrenzenden Wänden im Allgemeinen auch von der Strömungsgeschwindigkeit ab. Beispielsweise ist der Druck erhöht an einem Staupunkt oder erniedrigt in einer Venturi-Düse, siehe auch Bernoulli-Effekt.

## Inkompressible Flüssigkeiten im homogenen Schwerefeld

### Pascalsches Gesetz

Der hydrostatische Druck am Boden ist trotz unterschiedlicher Füllmengen in allen drei Gefäßen gleich groß.

Der hydrostatische Druck für ein Fluid mit konstanter Dichte im homogenen Schwerefeld berechnet sich nach dem Pascalschen Gesetz (benannt nach Blaise Pascal):
{\displaystyle p(h)=\rho gh+p_{0}}
Formelzeichen:
{\displaystyle \rho } = Dichte [für Wasser: {\displaystyle \rho } ≈ 1.000 kg/m³]
{\displaystyle g} = Schwerebeschleunigung [für Deutschland: {\displaystyle g} ≈ 9,81 m/s²]
{\displaystyle h} = Höhe des Flüssigkeitsspiegels über dem betrachteten Punkt
{\displaystyle p_{0}} = Druck an der Flüssigkeitsoberfläche (z. B. Luftdruck)
{\displaystyle p(h)} = hydrostatischer Druck in Abhängigkeit von der Höhe des Flüssigkeitsspiegels.
Bei der Ermittlung des Drucks auf die Behälterwand spielt der Umgebungsdruck (auch Betriebsdruck genannt) keine Rolle, da er als additive Konstante im Druck überall gleich wirkt, und da der Luftdruck {\displaystyle p_{0}} gleichermaßen von oben (über die Wasseroberfläche) und von unten einwirkt kann er vernachlässigt werden. Der durch das Fluid ausgeübte Druck auf den Boden eines wassergefüllten Gefäßes ist durch den Druck {\displaystyle \rho gh} der Wassersäule gegeben. Solange Kapillarität gering ist, hängt der Bodendruck nicht von der Form oder Größe des Gefäßes ab, sondern nur von der Füllhöhe {\displaystyle h}, während die auf den Boden wirkende Kraft proportional zur Bodenfläche zunimmt. Dies ist das Prinzip der Kraftverstärkung in der hydraulischen Presse, das erstmals Blaise Pascal 1653 formulierte.

### Druckverteilung in einer Flüssigkeit ohne Schwerkraft

Zylinder (hervorgehoben) mit Länge dl und Stirnfläche dA in einem Fluid (bläulich)

Jede Flüssigkeit ist schwer, aber in vielen Fällen, insbesondere unter hohen Umgebungsdrücken, kann der Einfluss der Schwerkraft vernachlässigt werden; einen solchen Fall zeigt die Abbildung rechts. Der hervorgehobene Zylinder ist im umgebenden Druckfeld in Ruhe.
- Die Druckkräfte auf der Mantelfläche des Zylinders wirken senkrecht zur Mantelfläche und damit auch senkrecht zur Zylinderachse. Die Kräfte tragen deshalb nicht zu den Kraftkomponenten parallel zur Zylinderachse bei, und das unabhängig davon, wie der Druck auf der Mantelfläche verteilt ist.
- Der Druck auf den Stirnflächen kann bei kleinen Inhalten dA als gleichverteilt angenommen werden. Dann ist die Druckkraft am einen Ende p1 dA und am anderen Ende p2 dA und ersterer entgegengesetzt. Der Zylinder bleibt genau dann in Ruhe, wenn sich die Druckkräfte gegenseitig aufheben, also

p1 dA = p2 dA   →   p1 = p2
ist. Die Lage und Orientierung des Zylinders ist dabei offenbar ohne Belang.
Innerhalb des Fluids ist in Abwesenheit einer Schwerkraft (und anderer äußerer Kräfte) der Druck in allen Richtungen und an allen Orten im Fluid gleich groß.

### Druckverteilung in einer Flüssigkeit mit Schwerkraft

Zylinder (hervorgehoben) mit Länge dx und Stirnfläche dA in einem Fluid (bläulich)

Ähnliche Verhältnisse wie bei der Druckverteilung in einer Flüssigkeit ohne Schwerkraft liegen bei einer lotrecht wirkenden Schwerkraft und einem horizontal orientierten Zylinder vor, siehe Bild.
- Genauso wie die Druckkräfte auf der Mantelfläche, wirkt auch die Gewichtskraft dm·g des Zylinders senkrecht zur Zylinderachse und trägt nichts zu den Kraftkomponenten parallel zur horizontalen Zylinderachse bei.
- Der Druck auf den Stirnflächen kann auch hier bei kleinen Inhalten dA als gleichverteilt angenommen werden. Dann ist die Druckkraft am einen Ende p1 dA und am anderen Ende p2 dA und ersterer entgegengesetzt. Der Zylinder bleibt in horizontaler Richtung genau dann in Ruhe, wenn sich wie oben die Druckkräfte auf den Stirnflächen gegenseitig aufheben:

p1 dA = p2 dA   →   p1 = p2
Die Orientierung der x-Achse ist dabei offenbar ohne Belang, solange sie nur senkrecht zur Schwerkraft ist. Innerhalb des Fluids ist der Druck in einer horizontalen Ebene und dort in allen Richtungen im Fluid gleich groß.

Zylinder (hervorgehoben) mit Länge dz und Stirnfläche dA in einem Fluid (bläulich)

Beim parallel zum Schwerefeld orientierten Zylinder wirkt nun die Gewichtskraft in Richtung der Druckkräfte auf den Stirnflächen.
- Die Druckkräfte auf der Mantelfläche wirken horizontal und tragen auch hier nichts zu den Kraftkomponenten parallel zur senkrechten Zylinderachse bei.
- In senkrechter Richtung muss die Druckkraft p1 dA auf der unteren Stirnfläche die Druckkraft p2 dA auf der oberen Stirnfläche und zusätzlich die Gewichtskraft dm·g des Zylinders tragen, damit der Zylinder seine Höhe beibehält, also weder aufsteigt noch absinkt. Das ist der Fall, wenn

p1 dA = p2 dA + dm·g
zutrifft. Der Unterschied der Druckkräfte an den Stellen 1 und 2 ist gleich dem Gewicht der dazwischen liegenden senkrechten Flüssigkeitssäule.
Bei konstanter Querschnittsfläche dA ist das Volumen des Zylinders dA·dz und bei (infinitesimal) kleinem Volumen kann dort die Dichte ρ als konstant angenommen werden mit der Konsequenz dm = ρ·dA·dz:
p1 dA = p2 dA + ρg·dA·dz   →   p1 = p2 + ρg·dz
Mit p1 = p(z) und p2 = p(z+dz) entsteht nach Division durch dz und Grenzübergang dz → 0 eine autonome Differentialgleichung
{\displaystyle {\frac {\partial p}{\partial {\mathsf {z}}}}=-\rho g}
die bei konstanter Wichte ρg auf das Pascal’sche Gesetz
{\displaystyle p({\mathsf {z}})=p_{0}-\rho g{\mathsf {z}}}
führt. Die Integrationskonstante p0 ist der Druck bei z = 0. Anders als im Abschnitt #Pascalsches Gesetz zählt hier die Koordinate z entgegen der Gewichtskraft nach oben; die Formel dort ergibt sich aus der hiesigen mit h = -z.

### Beispiele
- Für Taucher ist es wichtig zu wissen, welchem Druck ihre Körpergase (Stickstoff) ausgesetzt sind, um die Taucherkrankheit zu vermeiden.
- Ein Bathyscaph muss einem besonders hohen hydrostatischen Druck standhalten.
- Wassertürme nutzen den hydrostatischen Druck, um den für die Versorgung der Endverbraucher notwendigen Leitungsdruck zu erzeugen.
- In der Hydrogeologie kann sich nach dem Darcy-Gesetz eine Strömung zwischen zwei Punkten nur dann einstellen, wenn die Druckdifferenz verschieden von der Differenz der hydrostatischen Drücke an den beiden Punkten ist.
- Ein Heber ist ein Gerät oder eine Einrichtung, mit der man eine Flüssigkeit aus einem Behälter über den Behälterrand in einen tiefer gelegenen Behälter umfüllen oder ins Freie entleeren kann, ohne den Behälter umzukippen und ohne dass er ein Loch oder einen Auslass unter dem Flüssigkeitsspiegel hat.

## Inhomogene Schwerefelder innerhalb von Himmelskörpern
Die Betrachtungen im Abschnitt Inkompressible Flüssigkeiten im homogenen Schwerefeld können auf stetige inhomogene Schwerefelder verallgemeinert werden. Im Abschnitt Druckverteilung in einer Flüssigkeit mit Schwerkraft sind folgende Einschränkungen zu beachten:
- Der Druck ist auf einer Niveaumenge des Kraftfeldes konstant, und diese Niveaumengen werden mit z=const. dargestellt (und nicht noch von weiteren Koordinaten wie x). Da die Niveaumengen beliebig gekrümmt sein können, ist die Länge dx sowie die Querschnittsfläche dA des Zylinders (infinitesimal) klein zu halten.
- In der Differentialgleichung zur Bestimmung des Drucks als Funktion von z

{\displaystyle {\frac {\partial p}{\partial {\mathsf {z}}}}=-\rho g}
ist im Allgemeinen die Dichte ρ eine Funktion des Drucks, siehe Zustandsgleichung, und die Feldstärke g eine Funktion von z, sodass keine allgemeine Lösung angegeben werden kann.
In festen Himmelskörpern konstanter Dichte kann g(z) ermittelt werden. In (gasförmigen) Sternen sind die Zusammenhänge so kompliziert, dass hier nur eine qualitative Darstellung möglich ist.

### Gravitationsdruck in Planeten, Monden, Asteroiden und Meteoriten
Mit zunehmender Tiefe kann die Schwerebeschleunigung {\displaystyle g} nicht mehr als konstant betrachtet werden. Wenn die Form des Himmelskörpers durch eine Kugel
mit Radius {\displaystyle R} beschrieben und die Dichte als konstant betrachtet wird, lässt sich der Druck wie folgt berechnen:
{\displaystyle p(h)=\int _{0}^{h}\rho \,g(R-r)\,\mathrm {d} r} .
Der Ortsfaktor {\displaystyle g(r)} folgt aus dem Newtonschen Gravitationsgesetz:
{\displaystyle g(r)=G{\frac {M(r)}{r^{2}}}=G{\frac {Mr}{R^{3}}}=\rho r{\frac {4\pi G}{3}}},
wobei {\displaystyle M(r)} die Masse innerhalb einer konzentrischen Kugel
innerhalb des Himmelskörpers und {\displaystyle M=M(R)}
dessen Gesamtmasse angibt.
Mit der Formel für das Kugelvolumen {\displaystyle V={\tfrac {4}{3}}\pi R^{3}}
ergibt sich für den Druck im Zentrum:
{\displaystyle p_{\text{Z}}=p(R)={\frac {3G}{8\pi }}{\frac {M^{2}}{R^{4}}}=\rho ^{2}R^{2}{\frac {2\pi G}{3}}}.

### Gravitationsdruck in Sternen

#### Sterne im Gleichgewicht
Einen Spezialfall des hydrostatischen Drucks stellt der Gravitationsdruck in Sternen dar. Dieser resultiert aus der den Stern kontrahierenden Schwerkraft. Demgegenüber wirkt z. B. der Strahlungsdruck als den Stern expandierende Kraft. Bei einem stabilen Stern stellt sich dabei ein Gleichgewicht aller Kräfte ein und der Stern hat eine stabile Form. Dies ist näherungsweise der Zustand von Sternen auf der Hauptreihe des Hertzsprung-Russell-Diagramms.

#### Beispiele für Sterne im Ungleichgewicht
Bei entstehenden Sternen, die sich zusammenziehen, überwiegt der Gravitationsdruck gegenüber der Summe aller Kräfte, die Gegendruck aufbauen. Beispiele für Gegendruck sind der kinetische Gasdruck des Gases selbst und bei anlaufender Fusionsreaktion der Strahlungsdruck durch alle auftretenden Strahlungsarten. Dadurch verändert sich der hydrostatische Druck innerhalb des entstehenden Sterns.
Bei einigen Klassen veränderlicher Sterne treten periodische oder transiente Änderungen der Sterndichte auf, wodurch sich die Materiemenge des Sterns, die innerhalb oder außerhalb einer Sphäre mit einem festen Radius liegt, verändert, und mit ihr auch der hydrostatische Druck bei einem bestimmten Radius vom Sternmittelpunkt aus.
Aufgrund des Sternwindes verlieren Sterne stetig Masse an die Umgebung. Auch dadurch ändert sich der hydrostatische Druck. Bei Hauptreihensternen ist diese Änderung allerdings sehr langsam.
In den Spätstadien des Sternenlebens kommt es ebenfalls zu Veränderungen im Sternaufbau, die sich auf den hydrostatischen Druck im Stern auswirken.

## Messung und Einheiten
Die Druckmessung erfolgt mit einem Druckmessgerät.
Die Physikalischen Einheiten für den hydrostatischen Druck sind dieselben, wie für den allgemeinen Druck:
- international die SI-Einheit
Pascal (Pa): 1 Pa = 1 N/m²;
- zudem in der EU und der Schweiz die gesetzliche Einheit
Bar (bar): 1 bar = 100.000 Pa (= 100 kPa)

Mehr dazu und Umrechnungen sind in den Hauptartikeln nachzuschlagen.